# Poa flabellata
Poa flabellata (Тонконіг віяловий) — вид трав'янистих рослин родини тонконогові (Poaceae), поширений у південних частинах Південної Америки. Етимологія: лат. flabellum — «віяло», лат. atus — суфікс що позначає присвійність або подібність.

## Опис
Це багаторічна дуже велика солестійка трав'яниста рослина. Росте щільними групами. Довжина стебел 100—250 см. Листові піхви кілеві. Листові пластини 30–70 см завдовжки, 10–15 мм завширшки, поверхня шорстка, безволоса; верхівка гостра. Суцвіття — волоть, пірамідальна або яйцеподібна, довжиною 5–20 см, шириною 1–4 см, одиночні колоски розміщені майже до основи гілочок. Колоски складаються з 3–4 родючих квіток, зі зменшеними квітками на верхівці. Колоски довжиною 6–8 мм, розпадаються при зрілості.

## Поширення
Батьківщина: Південна Джорджія, Фолклендські острови, Аргентина — Вогняна Земля; Чилі — Магальянес. Натуралізований: Шотландія, Острів Гоф.